# كرغز (مقاطعة دورة)
كرغز (بالفارسية: کرگز) هي قرية تقع في قسم كشكان الريفي (مقاطعة دورة) في إيران. يقدر عدد سكانها بـ 122 نسمة بحسب إحصاء 2016.